# بوندي (الهند)
بوندي (بالهندية: बूँदी) هي قرية تقع في منطقة «حادوتي» بولاية راجستان شمال غرب الهند. شكَّلت في السابق عاصمة إحدى الإمارات المحليَّة الخاضعة لِسُلطة الراج البريطاني.
اكتُشفت فيها آثارٌ قديمة بعضُها يعود للعصر الحجري، منها أدوات قُدِّر عُمرها بين خمسة آلاف ومائتيّ ألف سنة.